# FC Series de 2015
A FC Series de 2015, então denominada Florida Cup, foi a primeira edição deste evento esportivo, um torneio amistoso de futebol masculino, realizado nas cidades de Jacksonville e Orlando, no estado da Flórida, Estados Unidos. Os estádios utilizados foram o EverBank Stadium e o ESPN Wide World of Sports Complex, e os jogos foram transmitidos para 125 países e para os cinco continentes.
O torneio contou com a participação de quatro clubes, sendo dois alemães e dois brasileiros. Iniciou-se em 15 de janeiro, com o jogo entre Bayer Leverkusen e Fluminense, que terminou com a vitória da equipe alemã por 3 a 0. Nesse mesmo dia, o Colônia venceu o Corinthians com um gol de Sławomir Peszko. Os jogos finais foram realizados dois dias depois, em 17 de janeiro, quando o Corinthians venceu o Bayer Leverkusen por 2 a 1, e o Colônia derrotou o Fluminense por 3 a 2.
Ao final do torneio, o Colônia foi o único clube a vencer as duas partidas que disputou, consagrando-se, portanto, como o clube que mais somou pontos e conquistando o título da primeira edição. Bayer Leverkusen e Corinthians registraram uma vitória e uma derrota, terminando empatados em pontos, mas com o clube alemão à frente em virtude do saldo de gols. Por fim, o Fluminense ocupou a quarta e última colocação ao ser derrotado em ambos os jogos. Paolo Guerrero encerrou o torneio como melhor jogador e artilheiro, tendo anotado dois gols.